# I'm All Ears
I'm All Ears è un brano musicale della cantante sudcoreana Kim Tae-yeon, pubblicato il 12 gennaio 2018 nel terzo EP This Christmas: Winter is Coming.